# Rosenmun
Rosenmun (Valencinura bahusiensis) är en djurart som tillhör fylumet slemmaskar, och som beskrevs av Bergendal 1902. Enligt Catalogue of Life ingår Rosenmun i släktet Valencinura och familjen Cerebratulidae, men enligt Dyntaxa är tillhörigheten istället släktet Valencinura, och ordningen Heteronemertea. Arten är reproducerande i Sverige. Inga underarter finns listade i Catalogue of Life.